# 哲赖
哲赖，是匈牙利托尔瑙州所辖的一个村。总面积11.31平方公里，总人口656，人口密度58.0人/平方公里（2011年1月1日）。